# Leuris Pupo
Leuris Pupo   (Holguín, Cuba, 9 d'abril de 1977) és un tirador olímpic cubà, especialitzat en la prova de pistola tir ràpid de 25 metres. Ha participat en 6 Olímpiades, guanyant 1 medalla d'or en els Jocs Olímpics de Londres 2012 i 1 medalla de plata en els Jocs Olímpics de Tòquio 2020. A més, ha guanyat 3 medalles (2 d'or) en els Jocs Panamericans i 4 medalles d'or en el Campionat de les Amèriques.
Leuris Pupo és considerat un dels millors tiradors cubans de la història. Amb la seva participació als Jocs Olímpics de París 2024 superarà al seu compatriota, l'escopeter Guillermo Alfredo Torres, com el cubà amb més participacions en la modalitat de tir esportiu en la història dels Jocs Olímpics. Des de la seva primera participació als Jocs Olímpics de Sydney 2020, sempre ha participat en la prova olímpica, quedant entre els 10 primers.

## Trajectòria professional
| Jocs Olímpics              | Jocs Olímpics  | Jocs Olímpics | Jocs Olímpics         |
| Any                        | Seu            | Posició       | Prova                 |
| -------------------------- | -------------- | ------------- | --------------------- |
| 2000                       | Sydney         | 9a posició    | 25m pistola tir ràpid |
| 2004                       | Atenes         | 8a posició    | 25m pistola tir ràpid |
| 2008                       | Pequín         | 7a posició    | 25m pistola tir ràpid |
| 2012                       | Londres        | 1             | 25m pistola tir ràpid |
| 2016                       | Rio de Janeiro | 5a posició    | 25m pistola tir ràpid |
| 2020                       | Tòquio         | 2             | 25m pistola tir ràpid |
| Campionat del Món          |                |               |                       |
| 2002                       | Lahti          | 49a posició   | 25m pistola tir ràpid |
| 2022                       | Caire          | 16a posició   | 25m pistola tir ràpid |
| 2023                       | Bakú           | 19a posició   | 25m pistola tir ràpid |
| Jocs Panamericans          |                |               |                       |
| 1999                       | Winnipeg       | 5a posició    | 25m pistola tir ràpid |
| 2003                       | Santo Domingo  | 1             | 25m pistola tir ràpid |
| 2007                       | Rio de Janeiro | 1             | 25m pistola tir ràpid |
| 2011                       | Guadalajara    | 11a posició   | 25m pistola tir ràpid |
| 2015                       | Toronto        | 4a posició    | 25m pistola tir ràpid |
| 2019                       | Lima           | 2             | 25m pistola tir ràpid |
| Campionat de les Amèriques |                |               |                       |
| 2010                       | Rio de Janeiro | 1             | 25m pistola tir ràpid |
| 2014                       | Guadalajara    | 1             | 25m pistola tir ràpid |
| 2018                       | Guadalajara    | 1             | 25m pistola tir ràpid |
| 2022                       | Lima           | 1             | 25m pistola tir ràpid |